# Élections départementales de 2021 dans la Vienne
Les élections départementales dans la Vienne ont lieu les 20 et 27 juin 2021.

## Contexte départemental

### Assemblée départementale sortante
Avant les élections, le conseil départemental de la Vienne est présidé par Alain Pichon (DVD). 
Il comprend 38 conseillers départementaux issus des 19 cantons de la Vienne. 
| Président du conseil départemental   |       |       |      |                      |
| Alain Pichon (DVD)                   |       |       |      |                      |
| Parti                                | Sigle | Sigle | Élus | Groupes              |
| Majorité (28 sièges)                 |       |       |      |                      |
| Les Républicains                     |       | LR    | 14   | Union pour la Vienne |
| Divers droite                        |       | DVD   | 9    | Union pour la Vienne |
| Union des démocrates et indépendants |       | UDI   | 4    | Union pour la Vienne |
| Le Mouvement de la ruralité          |       | LMR   | 1    | Union pour la Vienne |
| Opposition (7 sièges)                |       |       |      |                      |
| Parti socialiste                     |       | PS    | 7    | Élus de gauche       |
| Divers centre                        |       | DVC   | 1    | Élus de gauche       |
| Indépendants (3 sièges)              |       |       |      |                      |
| Divers droite                        |       | DVD   | 2    | Non-inscrits         |
| La République en marche              |       | LREM  | 1    | Non-inscrits         |

## Système électoral
Les élections ont lieu au scrutin majoritaire binominal à deux tours. Le système est paritaire : les candidatures sont présentées sous la forme d'un binôme composé d'une femme et d'un homme avec leurs suppléants (une femme et un homme également).
Pour être élu au premier tour, un binôme doit obtenir la majorité absolue des suffrages exprimés et un nombre de suffrages au moins égal à 25 % des électeurs inscrits. Si aucun binôme n'est élu au premier tour, seuls peuvent se présenter au second tour les binômes qui ont obtenu un nombre de suffrages au moins égal à 12,5 % des électeurs inscrits, sans possibilité pour les binômes de fusionner. Est élu au second tour le binôme qui obtient le plus grand nombre de voix.

## Résultats à l'échelle du département

### Résultats par nuances
Les nuances utilisées par le ministère de l'Intérieur ne tiennent pas compte des alliances locales.
| Binômes                  | Binômes                              | Binômes                  | Premier tour | Premier tour | Premier tour | Second tour | Second tour | Second tour | Total | +/-           |  |
| Binômes                  | Binômes                              | Binômes                  | Voix         | %            | Sièges       | Voix        | %           | Sièges      | Total | +/-           |  |
| ------------------------ | ------------------------------------ | ------------------------ | ------------ | ------------ | ------------ | ----------- | ----------- | ----------- | ----- | ------------- |  |
|                          | Divers droite                        | DVD                      | 13 644       | 14,26        | 0            | 16 287      | 17,25       | 10          | 10    | 4             |  |
|                          | Rassemblement national               | RN                       | 10 660       | 11,14        | 0            | 4 521       | 4,79        | 0           | 0     | en stagnation |  |
|                          | Union à gauche avec des écologistes  | UGE                      | 10 574       | 11,05        | 0            | 7 317       | 7,75        | 0           | 0     | Nv.           |  |
|                          | Union au centre et à droite          | UCD                      | 10 039       | 10,49        | 0            | 12 660      | 13,41       | 6           | 6     | Nv.           |  |
|                          | Union à droite                       | UD                       | 9 853        | 10,30        | 0            | 12 135      | 12,85       | 8           | 8     | 6             |  |
|                          | Union à gauche                       | UG                       | 9 290        | 9,71         | 0            | 10 429      | 11,04       | 4           | 4     | 4             |  |
|                          | Divers gauche                        | DVG                      | 6 751        | 7,05         | 0            | 8 085       | 8,56        | 2           | 2     | 2             |  |
|                          | Divers centre                        | DVC                      | 5 894        | 6,16         | 0            | 9 389       | 9,94        | 0           | 0     | Nv.           |  |
|                          | Les Républicains                     | LR                       | 4 948        | 5,17         | 0            | 6 081       | 6,44        | 4           | 4     | 8             |  |
|                          | Union au centre                      | UC                       | 3 701        | 3,87         | 0            | 2 487       | 2,63        | 2           | 2     | 2             |  |
|                          | Union des démocrates et indépendants | UDI                      | 2 691        | 2,81         | 0            | 3 717       | 3,94        | 2           | 2     | en stagnation |  |
|                          | La République en marche              | REM                      | 2 368        | 2,47         | 0            |             |             |             |       | Nv.           |  |
|                          | Parti communiste français            | COM                      | 1 963        | 2,05         | 0            | 1 333       | 1,41        | 0           | 0     | en stagnation |  |
|                          | Écologistes                          | ECO                      | 946          | 0,99         | 0            |             |             |             |       | Nv.           |  |
|                          | Parti socialiste                     | SOC                      | 917          | 0,96         | 0            | 8           |             |             |       |               |  |
|                          | Union au centre et à gauche          | UCG                      | 878          | 0,92         | 0            | Nv.         |             |             |       |               |  |
|                          | Divers                               | DIV                      | 347          | 0,36         | 0            | Nv.         |             |             |       |               |  |
|                          | Extrême droite                       | EXD                      | 229          | 0,24         | 0            | Nv.         |             |             |       |               |  |
|                          |                                      |                          |              |              |              |             |             |             |       |               |  |
| Suffrages exprimés       | Suffrages exprimés                   | Suffrages exprimés       | 95 693       | 94,00        |              | 94 441      | 91,90       |             |       |               |  |
| Votes blancs             | Votes blancs                         | Votes blancs             | 3 598        | 3,53         | 5 073        | 4,94        |             |             |       |               |  |
| Votes nuls               | Votes nuls                           | Votes nuls               | 2 510        | 2,47         | 3 253        | 3,17        |             |             |       |               |  |
| Total                    | Total                                | Total                    | 101 801      | 100          | 0            | 102 767     | 100         | 38          | 38    | en stagnation |  |
| Abstentions              | Abstentions                          | Abstentions              | 201 061      | 66,39        |              | 199 867     | 66,04       |             |       |               |  |
| Inscrits / participation | Inscrits / participation             | Inscrits / participation | 302 862      | 33,61        | 302 634      | 33,96       |             |             |       |               |  |

### Assemblée départementale élue
| Président du conseil départemental   |       |       |      |                      |
| Alain Pichon (DVD)                   |       |       |      |                      |
| Parti                                | Sigle | Sigle | Élus | Groupes              |
| Majorité (30 sièges)                 |       |       |      |                      |
| Divers droite                        |       | DVD   | 15   | Union pour la Vienne |
| Les Républicains                     |       | LR    | 10   | Union pour la Vienne |
| Union des démocrates et indépendants |       | UDI   | 3    | Union pour la Vienne |
| Le Mouvement de la ruralité          |       | LMR   | 1    | Union pour la Vienne |
| Divers centre                        |       | DVC   | 1    | Union pour la Vienne |
| Opposition (8 sièges)                |       |       |      |                      |
| Divers gauche                        |       | DVG   | 2    | Vienne en transition |
| Parti socialiste                     |       | PS    | 1    | Vienne en transition |
| Parti communiste français            |       | PCF   | 1    | Vienne en transition |
| Parti socialiste                     |       | PS    | 2    | PS et apparentés     |
| La République en marche              |       | LREM  | 2    | Indépendants         |

### Élus par canton
| Canton                | Conseiller Sortant       | Parti | Parti | Conseiller élu        | Parti | Parti |
| --------------------- | ------------------------ | ----- | ----- | --------------------- | ----- | ----- |
| Chasseneuil-du-Poitou | Claude Eidelstein        |       | DVD   | Claude Eidelstein     |       | DVD   |
| Chasseneuil-du-Poitou | Pascale Guittet          |       | DVD   | Pascale Guittet       |       | DVD   |
| Châtellerault-1       | Anne-Florence Bourat     |       | UDI   | Anne-Florence Bourat  |       | UDI   |
| Châtellerault-1       | Henri Colin              |       | UDI   | Henri Colin           |       | UDI   |
| Châtellerault-2       | Valérie Dauge            |       | DVD   | Valérie Dauge         |       | DVD   |
| Châtellerault-2       | Alain Pichon             |       | DVD   | Alain Pichon          |       | DVD   |
| Châtellerault-3       | Jean-Pierre Abelin       |       | UDI   | Gérard Pérochon       |       | DVD   |
| Châtellerault-3       | Pascale Moreau           |       | DVD   | Pascale Moreau        |       | DVD   |
| Chauvigny             | Isabelle Barreau         |       | DVD   | Isabelle Barreau      |       | DVD   |
| Chauvigny             | Alain Fouché             |       | LR    | Gérard Herbert        |       | DVD   |
| Civray                | Jean-Olivier Geoffroy    |       | LR    | Jean-Olivier Geoffroy |       | LR    |
| Civray                | Lydie Noirault           |       | DVD   | Lydie Noirault        |       | DVD   |
| Jaunay-Marigny        | Francis Girault          |       | DVD   | Jérôme Neveux         |       | UDI   |
| Jaunay-Marigny        | Karine Journeau          |       | DVD   | Valérie Chebassier    |       | DVD   |
| Loudun                | Bruno Belin              |       | LR    | Bruno Belin           |       | LR    |
| Loudun                | Marie-Jeanne Bellamy     |       | DVD   | Marie-Jeanne Bellamy  |       | DVD   |
| Lusignan              | Jean-Louis Ledeux        |       | DVD   | Jean-Louis Ledeux     |       | DVD   |
| Lusignan              | Sybil Pécriaux           |       | DVD   | Sybil Pécriaux        |       | DVD   |
| Lussac-les-Châteaux   | François Bock            |       | DVD   | François Bock         |       | DVD   |
| Lussac-les-Châteaux   | Marie-Renée Desroses     |       | DVD   | Marie-Renée Desroses  |       | DVD   |
| Migné-Auxances        | Benoît Prinçay           |       | LR    | Benoît Prinçay        |       | LR    |
| Migné-Auxances        | Séverine Saint-Pé        |       | LR    | Séverine Saint-Pé     |       | LR    |
| Montmorillon          | Brigitte Abaux           |       | LR    | Brigitte Abaux        |       | LR    |
| Montmorillon          | Guillaume De Russé       |       | LR    | Guillaume De Russé    |       | LR    |
| Poitiers-1            | Sandrine Martin          |       | PS    | Aline Fontaine        |       | DVD   |
| Poitiers-1            | Étienne Royer            |       | PS    | Anthony Brottier      |       | DVD   |
| Poitiers-2            | Magali Barc              |       | PS    | Sarah Rhallab         |       | DVG   |
| Poitiers-2            | Ludovic Devergne         |       | DVG   | Ludovic Devergne      |       | DVG   |
| Poitiers-3            | Jean-Daniel Blusseau     |       | PS    | Grégory Vouhé         |       | DVG   |
| Poitiers-3            | Isabelle Soulard         |       | DVG   | Florence Harris       |       | PCF   |
| Poitiers-4            | Michel Touchard          |       | PS    | Mathias Aggoun        |       | PS    |
| Poitiers-4            | Véronique Wuyts-Lepareux |       | LREM  | Catherine Bourgeon    |       | PS    |
| Poitiers-5            | Dominique Clément        |       | DVD   | Alain Joyeux          |       | DVD   |
| Poitiers-5            | Joëlle Peltier           |       | DVD   | Joëlle Peltier        |       | DVD   |
| Vivonne               | Gilbert Beaujaneau       |       | LR    | Gilbert Beaujaneau    |       | LR    |
| Vivonne               | Rose-Marie Bertaud       |       | LR    | Rose-Marie Bertaud    |       | LR    |
| Vouneuil-sous-Biard   | Benoît Coquelet          |       | DVD   | Benoît Coquelet       |       | DVD   |
| Vouneuil-sous-Biard   | Claudie Faucher          |       | DVD   | Sandrine Barraud      |       | DVD   |

## Résultats par canton
Les binômes sont présentés par ordre décroissant des résultats au premier tour. En cas de victoire au second tour du binôme arrivé en deuxième place au premier, ses résultats sont indiqués en gras. 

### Canton de Chasseneuil-du-Poitou
| Candidats                | Candidats                | Partis                   | Nuance                   | Premier tour | Premier tour | Second tour | Second tour |
| Candidats                | Candidats                | Partis                   | Nuance                   | Voix         | %            | Voix        | %           |
| ------------------------ | ------------------------ | ------------------------ | ------------------------ | ------------ | ------------ | ----------- | ----------- |
|                          | Claude Eidelstein        | DVD                      | DVD                      | 3 244        | 58,55        | 3 251       | 58,16       |
|                          | Pascale Guittet          | DVD                      | DVD                      | 3 244        | 58,55        | 3 251       | 58,16       |
|                          | Vincent Chenu            | PS                       | UGE                      | 2 297        | 41,45        | 2 339       | 41,81       |
|                          | Valérie Marmin           | DVG                      | UGE                      | 2 297        | 41,45        | 2 339       | 41,81       |
|                          |                          |                          |                          |              |              |             |             |
| Suffrages exprimés       | Suffrages exprimés       | Suffrages exprimés       | Suffrages exprimés       | 5 541        | 92,85        | 5 590       | 94,79       |
| Votes blancs             | Votes blancs             | Votes blancs             | Votes blancs             | 268          | 4,49         | 186         | 3,15        |
| Votes nuls               | Votes nuls               | Votes nuls               | Votes nuls               | 159          | 2,66         | 121         | 2,05        |
| Total                    | Total                    | Total                    | Total                    | 5 968        | 100          | 5 897       | 100         |
| Abstention               | Abstention               | Abstention               | Abstention               | 11 076       | 64,98        | 11 148      | 65,40       |
| Inscrits / participation | Inscrits / participation | Inscrits / participation | Inscrits / participation | 17 044       | 35,02        | 17 045      | 34,60       |

### Canton de Châtellerault-1
| Candidats                | Candidats                | Partis                   | Nuance                   | Premier tour | Premier tour | Second tour | Second tour |
| Candidats                | Candidats                | Partis                   | Nuance                   | Voix         | %            | Voix        | %           |
| ------------------------ | ------------------------ | ------------------------ | ------------------------ | ------------ | ------------ | ----------- | ----------- |
|                          | Anne-Florence Bourat     | UDI                      | UDI                      | 2 691        | 54,70        | 3 717       | 72,68       |
|                          | Henri Colin              | UDI                      | UDI                      | 2 691        | 54,70        | 3 717       | 72,68       |
|                          | Maryse Lacombe           | RN                       | RN                       | 1 194        | 24,27        | 1 397       | 27,32       |
|                          | Jérôme Toulet            | RN                       | RN                       | 1 194        | 24,27        | 1 397       | 27,32       |
|                          | Yvon Ganivelle           | EÉLV                     | ECO                      | 946          | 19,23        |             |             |
|                          | Éliane Grellety          | EÉLV                     | ECO                      | 946          | 19,23        |             |             |
|                          | Fabrice Auger            | UDMF                     | DIV                      | 89           | 1,81         |             |             |
|                          | Fatiha Boutayeb          | UDMF                     | DIV                      | 89           | 1,81         |             |             |
|                          |                          |                          |                          |              |              |             |             |
| Suffrages exprimés       | Suffrages exprimés       | Suffrages exprimés       | Suffrages exprimés       | 4 920        | 94,94        | 5 114       | 91,83       |
| Votes blancs             | Votes blancs             | Votes blancs             | Votes blancs             | 141          | 2,72         | 272         | 4,88        |
| Votes nuls               | Votes nuls               | Votes nuls               | Votes nuls               | 121          | 2,34         | 183         | 3,29        |
| Total                    | Total                    | Total                    | Total                    | 5 182        | 100          | 5 569       | 100         |
| Abstention               | Abstention               | Abstention               | Abstention               | 13 582       | 72,38        | 13 203      | 70,33       |
| Inscrits / participation | Inscrits / participation | Inscrits / participation | Inscrits / participation | 18 764       | 27,62        | 18 772      | 29,67       |

### Canton de Châtellerault-2
| Candidats                | Candidats                | Partis                   | Nuance                   | Premier tour | Premier tour | Second tour | Second tour |
| Candidats                | Candidats                | Partis                   | Nuance                   | Voix         | %            | Voix        | %           |
| ------------------------ | ------------------------ | ------------------------ | ------------------------ | ------------ | ------------ | ----------- | ----------- |
|                          | Valérie Dauge            | DVD                      | UCD                      | 3 040        | 54,22        | 4 166       | 73,54       |
|                          | Alain Pichon             | DVD                      | UCD                      | 3 040        | 54,22        | 4 166       | 73,54       |
|                          | Marion Latus             | RN                       | RN                       | 1 226        | 21,87        | 1 499       | 26,46       |
|                          | Sébastien Villeneuve     | RN                       | RN                       | 1 226        | 21,87        | 1 499       | 26,46       |
|                          | Alain Bouchon            | DVG                      | UGE                      | 1 112        | 19,83        |             |             |
|                          | Cécilia Flusin           | PCF                      | UGE                      | 1 112        | 19,83        |             |             |
|                          | Sandra Olivier           | DINA                     | EXD                      | 229          | 4,08         |             |             |
|                          | Alain Verdin             | DINA                     | EXD                      | 229          | 4,08         |             |             |
|                          |                          |                          |                          |              |              |             |             |
| Suffrages exprimés       | Suffrages exprimés       | Suffrages exprimés       | Suffrages exprimés       | 5 607        | 95,41        | 5 665       | 93,05       |
| Votes blancs             | Votes blancs             | Votes blancs             | Votes blancs             | 140          | 2,38         | 249         | 4,09        |
| Votes nuls               | Votes nuls               | Votes nuls               | Votes nuls               | 130          | 2,21         | 174         | 2,86        |
| Total                    | Total                    | Total                    | Total                    | 5 877        | 100          | 6 088       | 100         |
| Abstention               | Abstention               | Abstention               | Abstention               | 13 542       | 69,74        | 13 335      | 68,66       |
| Inscrits / participation | Inscrits / participation | Inscrits / participation | Inscrits / participation | 19 419       | 30,26        | 19 423      | 31,34       |

### Canton de Châtellerault-3
| Candidats                | Candidats                | Partis                   | Nuance                   | Premier tour | Premier tour | Second tour | Second tour |
| Candidats                | Candidats                | Partis                   | Nuance                   | Voix         | %            | Voix        | %           |
| ------------------------ | ------------------------ | ------------------------ | ------------------------ | ------------ | ------------ | ----------- | ----------- |
|                          | Pascale Moreau           | DVD                      | DVD                      | 1 849        | 36,66        | 2 723       | 54,90       |
|                          | Gérard Pérochon          | DVD                      | DVD                      | 1 849        | 36,66        | 2 723       | 54,90       |
|                          | Cyril Cibert             | DVG                      | DVG                      | 1 247        | 24,72        | 2 237       | 45,10       |
|                          | Élodie Rivet             | DVG                      | DVG                      | 1 247        | 24,72        | 2 237       | 45,10       |
|                          | Francette Gratteau       | EÉLV                     | UGE                      | 780          | 15,46        |             |             |
|                          | Aurélien Longé-Létang    | PCF                      | UGE                      | 780          | 15,46        |             |             |
|                          | Claude Dubois            | RN                       | RN                       | 773          | 15,33        |             |             |
|                          | Monique Dufaux           | RN                       | RN                       | 773          | 15,33        |             |             |
|                          | David Simon              | LREM                     | REM                      | 395          | 7,83         |             |             |
|                          | Monique Thiollet         | LREM                     | REM                      | 395          | 7,83         |             |             |
|                          |                          |                          |                          |              |              |             |             |
| Suffrages exprimés       | Suffrages exprimés       | Suffrages exprimés       | Suffrages exprimés       | 5 044        | 96,15        | 4 960       | 92,92       |
| Votes blancs             | Votes blancs             | Votes blancs             | Votes blancs             | 92           | 1,75         | 250         | 4,68        |
| Votes nuls               | Votes nuls               | Votes nuls               | Votes nuls               | 110          | 2,10         | 128         | 2,40        |
| Total                    | Total                    | Total                    | Total                    | 5 246        | 100          | 5 338       | 100         |
| Abstention               | Abstention               | Abstention               | Abstention               | 10 683       | 67,07        | 10 594      | 66,50       |
| Inscrits / participation | Inscrits / participation | Inscrits / participation | Inscrits / participation | 15 929       | 32,93        | 15 932      | 33,50       |

### Canton de Chauvigny
| Candidats                | Candidats                | Partis                   | Nuance                   | Premier tour | Premier tour | Second tour | Second tour |
| Candidats                | Candidats                | Partis                   | Nuance                   | Voix         | %            | Voix        | %           |
| ------------------------ | ------------------------ | ------------------------ | ------------------------ | ------------ | ------------ | ----------- | ----------- |
|                          | Isabelle Barreau         | DVD                      | UD                       | 2 060        | 37,51        | 2 751       | 53,51       |
|                          | Gérard Herbert           | DVD                      | UD                       | 2 060        | 37,51        | 2 751       | 53,51       |
|                          | Patrick Charrier         | DVD                      | DVD                      | 1 172        | 21,34        | 2 390       | 46,49       |
|                          | Françoise Le Meur        | DVD                      | DVD                      | 1 172        | 21,34        | 2 390       | 46,49       |
|                          | Thérèse Guilloteau       | DVG                      | UGE                      | 1 108        | 20,17        |             |             |
|                          | Thibaut Legube           | DVG                      | UGE                      | 1 108        | 20,17        |             |             |
|                          | Véronique Goubault       | RN                       | RN                       | 1 017        | 18,52        |             |             |
|                          | Éric Soulat              | RN                       | RN                       | 1 017        | 18,52        |             |             |
|                          | Sylvaine Brun            | SE                       | DIV                      | 135          | 2,46         |             |             |
|                          | William Motheau          | SE                       | DIV                      | 135          | 2,46         |             |             |
|                          |                          |                          |                          |              |              |             |             |
| Suffrages exprimés       | Suffrages exprimés       | Suffrages exprimés       | Suffrages exprimés       | 5 492        | 94,85        | 5 141       | 89,36       |
| Votes blancs             | Votes blancs             | Votes blancs             | Votes blancs             | 175          | 3,02         | 398         | 6,92        |
| Votes nuls               | Votes nuls               | Votes nuls               | Votes nuls               | 123          | 2,12         | 214         | 3,72        |
| Total                    | Total                    | Total                    | Total                    | 5 790        | 100          | 5 753       | 100         |
| Abstention               | Abstention               | Abstention               | Abstention               | 10 760       | 65,02        | 10 503      | 64,61       |
| Inscrits / participation | Inscrits / participation | Inscrits / participation | Inscrits / participation | 16 550       | 34,98        | 16 256      | 35,39       |

### Canton de Civray
| Candidats                | Candidats                | Partis                   | Nuance                   | Premier tour | Premier tour | Second tour | Second tour |
| Candidats                | Candidats                | Partis                   | Nuance                   | Voix         | %            | Voix        | %           |
| ------------------------ | ------------------------ | ------------------------ | ------------------------ | ------------ | ------------ | ----------- | ----------- |
|                          | Jean-Olivier Geoffroy    | LR                       | UD                       | 2 204        | 46,25        | 2 721       | 60,98       |
|                          | Lydie Noirault           | DVD                      | UD                       | 2 204        | 46,25        | 2 721       | 60,98       |
|                          | Bénédicte Fillatre       | LREM                     | DVC                      | 1 015        | 21,30        | 1 741       | 39,02       |
|                          | Jean-Michel Mercier      | LREM                     | DVC                      | 1 015        | 21,30        | 1 741       | 39,02       |
|                          | Laurent Sansiquet        | DVG                      | COM                      | 786          | 16,50        |             |             |
|                          | Chantal Sinault          | PCF                      | COM                      | 786          | 16,50        |             |             |
|                          | Dorian Lebeau            | RN                       | RN                       | 760          | 15,95        |             |             |
|                          | Francine Veron           | RN                       | RN                       | 760          | 15,95        |             |             |
|                          |                          |                          |                          |              |              |             |             |
| Suffrages exprimés       | Suffrages exprimés       | Suffrages exprimés       | Suffrages exprimés       | 4 765        | 94,32        | 4 462       | 88,58       |
| Votes blancs             | Votes blancs             | Votes blancs             | Votes blancs             | 145          | 2,87         | 336         | 6,67        |
| Votes nuls               | Votes nuls               | Votes nuls               | Votes nuls               | 142          | 2,81         | 239         | 4,74        |
| Total                    | Total                    | Total                    | Total                    | 5 052        | 100          | 5 037       | 100         |
| Abstention               | Abstention               | Abstention               | Abstention               | 8 190        | 61,85        | 8 210       | 61,98       |
| Inscrits / participation | Inscrits / participation | Inscrits / participation | Inscrits / participation | 13 242       | 38,15        | 13 247      | 38,02       |

### Canton de Jaunay-Marigny
| Candidats                | Candidats                | Partis                   | Nuance                   | Premier tour | Premier tour | Second tour | Second tour |
| Candidats                | Candidats                | Partis                   | Nuance                   | Voix         | %            | Voix        | %           |
| ------------------------ | ------------------------ | ------------------------ | ------------------------ | ------------ | ------------ | ----------- | ----------- |
|                          | Valérie Chebassier       | DVD                      | UCD                      | 3 182        | 56,72        | 3 730       | 68,18       |
|                          | Jérôme Neveux            | UDI                      | UCD                      | 3 182        | 56,72        | 3 730       | 68,18       |
|                          | Delphine Herbé           | DVG                      | UGE                      | 1 439        | 25,65        | 1 741       | 31,82       |
|                          | Corentin Soleilhac       | DVG                      | UGE                      | 1 439        | 25,65        | 1 741       | 31,82       |
|                          | Kévin Courtois           | RN                       | RN                       | 989          | 17,63        |             |             |
|                          | Marie-France Regnault    | RN                       | RN                       | 989          | 17,63        |             |             |
|                          |                          |                          |                          |              |              |             |             |
| Suffrages exprimés       | Suffrages exprimés       | Suffrages exprimés       | Suffrages exprimés       | 5 610        | 95,41        | 5 471       | 93,12       |
| Votes blancs             | Votes blancs             | Votes blancs             | Votes blancs             | 158          | 2,69         | 237         | 4,03        |
| Votes nuls               | Votes nuls               | Votes nuls               | Votes nuls               | 112          | 1,90         | 167         | 2,84        |
| Total                    | Total                    | Total                    | Total                    | 5 880        | 100          | 5 875       | 100         |
| Abstention               | Abstention               | Abstention               | Abstention               | 12 503       | 68,01        | 12 511      | 68,05       |
| Inscrits / participation | Inscrits / participation | Inscrits / participation | Inscrits / participation | 18 383       | 31,99        | 18 386      | 31,95       |

### Canton de Loudun
| Candidats                | Candidats                | Partis                   | Nuance                   | Premier tour | Premier tour | Second tour | Second tour |
| Candidats                | Candidats                | Partis                   | Nuance                   | Voix         | %            | Voix        | %           |
| ------------------------ | ------------------------ | ------------------------ | ------------------------ | ------------ | ------------ | ----------- | ----------- |
|                          | Bruno Belin              | LR                       | DVD                      | 4 534        | 64,42        | 5 275       | 76,45       |
|                          | Marie-Jeanne Bellamy     | DVD                      | DVD                      | 4 534        | 64,42        | 5 275       | 76,45       |
|                          | Véronique Clouet         | RN                       | RN                       | 1 398        | 19,86        | 1 625       | 23,55       |
|                          | Ludovic Sajus            | RN                       | RN                       | 1 398        | 19,86        | 1 625       | 23,55       |
|                          | Pierre Robert            | EÉLV                     | UGE                      | 1 106        | 15,71        |             |             |
|                          | Lucie Touraine           | G.s                      | UGE                      | 1 106        | 15,71        |             |             |
|                          |                          |                          |                          |              |              |             |             |
| Suffrages exprimés       | Suffrages exprimés       | Suffrages exprimés       | Suffrages exprimés       | 7 038        | 95,04        | 6 900       | 92,16       |
| Votes blancs             | Votes blancs             | Votes blancs             | Votes blancs             | 206          | 2,78         | 373         | 4,98        |
| Votes nuls               | Votes nuls               | Votes nuls               | Votes nuls               | 161          | 2,17         | 214         | 2,86        |
| Total                    | Total                    | Total                    | Total                    | 7 405        | 100          | 7 487       | 100         |
| Abstention               | Abstention               | Abstention               | Abstention               | 12 460       | 62,72        | 12 381      | 62,32       |
| Inscrits / participation | Inscrits / participation | Inscrits / participation | Inscrits / participation | 19 865       | 37,28        | 19 868      | 37,68       |

### Canton de Lusignan
| Candidats                | Candidats                | Partis                   | Nuance                   | Premier tour | Premier tour | Second tour | Second tour |
| Candidats                | Candidats                | Partis                   | Nuance                   | Voix         | %            | Voix        | %           |
| ------------------------ | ------------------------ | ------------------------ | ------------------------ | ------------ | ------------ | ----------- | ----------- |
|                          | Jean-Louis Ledeux        | DVD                      | DVD                      | 2 386        | 55,24        | 2 509       | 56,18       |
|                          | Sybil Pécriaux           | DVD                      | DVD                      | 2 386        | 55,24        | 2 509       | 56,18       |
|                          | Isabelle Mopin           | DVG                      | DVG                      | 1 933        | 44,76        | 1 957       | 43,82       |
|                          | Jean-François Rengeard   | DVG                      | DVG                      | 1 933        | 44,76        | 1 957       | 43,82       |
|                          |                          |                          |                          |              |              |             |             |
| Suffrages exprimés       | Suffrages exprimés       | Suffrages exprimés       | Suffrages exprimés       | 4 319        | 91,41        | 4 466       | 92,60       |
| Votes blancs             | Votes blancs             | Votes blancs             | Votes blancs             | 247          | 5,23         | 221         | 4,58        |
| Votes nuls               | Votes nuls               | Votes nuls               | Votes nuls               | 159          | 3,37         | 136         | 2,82        |
| Total                    | Total                    | Total                    | Total                    | 4 725        | 100          | 4 823       | 100         |
| Abstention               | Abstention               | Abstention               | Abstention               | 9 454        | 66,68        | 9 357       | 65,99       |
| Inscrits / participation | Inscrits / participation | Inscrits / participation | Inscrits / participation | 14 179       | 33,32        | 14 180      | 34,01       |

### Canton de Lussac-les-Châteaux
| Candidats                | Candidats                | Partis                   | Nuance                   | Premier tour | Premier tour | Second tour | Second tour |
| Candidats                | Candidats                | Partis                   | Nuance                   | Voix         | %            | Voix        | %           |
| ------------------------ | ------------------------ | ------------------------ | ------------------------ | ------------ | ------------ | ----------- | ----------- |
|                          | François Bock            | DVD                      | UD                       | 2 640        | 56,84        | 3 073       | 69,75       |
|                          | Marie-Renée Desroses     | DVD                      | UD                       | 2 640        | 56,84        | 3 073       | 69,75       |
|                          | Julie Lecomte            | DVG                      | COM                      | 1 177        | 25,34        | 1 333       | 30,25       |
|                          | Sébastien Roumet         | PCF                      | COM                      | 1 177        | 25,34        | 1 333       | 30,25       |
|                          | Cyril Griseau            | RN                       | RN                       | 828          | 17,83        |             |             |
|                          | Angélique Lebas          | RN                       | RN                       | 828          | 17,83        |             |             |
|                          |                          |                          |                          |              |              |             |             |
| Suffrages exprimés       | Suffrages exprimés       | Suffrages exprimés       | Suffrages exprimés       | 4 645        | 94,82        | 4 406       | 91,91       |
| Votes blancs             | Votes blancs             | Votes blancs             | Votes blancs             | 141          | 2,88         | 199         | 4,15        |
| Votes nuls               | Votes nuls               | Votes nuls               | Votes nuls               | 113          | 2,31         | 189         | 3,94        |
| Total                    | Total                    | Total                    | Total                    | 4 899        | 100          | 4 794       | 100         |
| Abstention               | Abstention               | Abstention               | Abstention               | 8 945        | 64,61        | 9 049       | 65,37       |
| Inscrits / participation | Inscrits / participation | Inscrits / participation | Inscrits / participation | 13 844       | 35,39        | 13 843      | 34,63       |

### Canton de Migné-Auxances
| Candidats                | Candidats                | Partis                   | Nuance                   | Premier tour | Premier tour | Second tour | Second tour |
| Candidats                | Candidats                | Partis                   | Nuance                   | Voix         | %            | Voix        | %           |
| ------------------------ | ------------------------ | ------------------------ | ------------------------ | ------------ | ------------ | ----------- | ----------- |
|                          | Benoît Prinçay           | LR                       | UD                       | 2 949        | 53,61        | 3 590       | 63,83       |
|                          | Séverine Saint-Pé        | LR                       | UD                       | 2 949        | 53,61        | 3 590       | 63,83       |
|                          | Christelle Charrier      | PS                       | UG                       | 1 610        | 29,27        | 2 034       | 36,17       |
|                          | Gérald Garnier           | DVG                      | UG                       | 1 610        | 29,27        | 2 034       | 36,17       |
|                          | Aline Caillon            | LREM                     | UC                       | 942          | 17,12        |             |             |
|                          | Stéphane Omer            | LREM                     | UC                       | 942          | 17,12        |             |             |
|                          |                          |                          |                          |              |              |             |             |
| Suffrages exprimés       | Suffrages exprimés       | Suffrages exprimés       | Suffrages exprimés       | 5 501        | 92,50        | 5 624       | 92,77       |
| Votes blancs             | Votes blancs             | Votes blancs             | Votes blancs             | 277          | 4,66         | 255         | 4,21        |
| Votes nuls               | Votes nuls               | Votes nuls               | Votes nuls               | 169          | 2,84         | 9 183       | 3,02        |
| Total                    | Total                    | Total                    | Total                    | 5 947        | 100          | 6 062       | 100         |
| Abstention               | Abstention               | Abstention               | Abstention               | 12 966       | 68,56        | 12 858      | 67,96       |
| Inscrits / participation | Inscrits / participation | Inscrits / participation | Inscrits / participation | 18 913       | 31,44        | 18 920      | 32,04       |

### Canton de Montmorillon
| Candidats                | Candidats                | Partis                   | Nuance                   | Premier tour | Premier tour | Second tour | Second tour |
| Candidats                | Candidats                | Partis                   | Nuance                   | Voix         | %            | Voix        | %           |
| ------------------------ | ------------------------ | ------------------------ | ------------------------ | ------------ | ------------ | ----------- | ----------- |
|                          | Brigitte Abaux           | LR                       | LR                       | 2 086        | 42,07        | 2 668       | 58,19       |
|                          | Guillaume de Russé       | LR                       | LR                       | 2 086        | 42,07        | 2 668       | 58,19       |
|                          | Justine Chabaud          | DVG                      | DVG                      | 1 165        | 23,50        | 1 917       | 41,81       |
|                          | Joachim Ganachaud        | DVG                      | DVG                      | 1 165        | 23,50        | 1 917       | 41,81       |
|                          | Karine Dubreuil          | Agir                     | UC                       | 804          | 16,22        |             |             |
|                          | Aurélien Tabuteau        | TdP                      | UC                       | 804          | 16,22        |             |             |
|                          | Maxence Lauzzana         | RN                       | RN                       | 780          | 15,73        |             |             |
|                          | Céline Philippe          | RN                       | RN                       | 780          | 15,73        |             |             |
|                          | Armand Savall            | DIV                      | DIV                      | 123          | 2,48         |             |             |
|                          | Anne-Marie Simonin       | DIV                      | DIV                      | 123          | 2,48         |             |             |
|                          |                          |                          |                          |              |              |             |             |
| Suffrages exprimés       | Suffrages exprimés       | Suffrages exprimés       | Suffrages exprimés       | 4 958        | 95,64        | 4 928       | 36,46       |
| Votes blancs             | Votes blancs             | Votes blancs             | Votes blancs             | 113          | 2,18         | 222         | 4,50        |
| Votes nuls               | Votes nuls               | Votes nuls               | Votes nuls               | 113          | 2,18         | 121         | 2,46        |
| Total                    | Total                    | Total                    | Total                    | 5 184        | 100          | 4 928       | 100         |
| Abstention               | Abstention               | Abstention               | Abstention               | 8 332        | 61,65        | 8 588       | 63,54       |
| Inscrits / participation | Inscrits / participation | Inscrits / participation | Inscrits / participation | 13 516       | 38,35        | 13 516      | 36,46       |

### Canton de Poitiers-1
| Candidats                | Candidats                | Partis                   | Nuance                   | Premier tour | Premier tour | Second tour | Second tour |
| Candidats                | Candidats                | Partis                   | Nuance                   | Voix         | %            | Voix        | %           |
| ------------------------ | ------------------------ | ------------------------ | ------------------------ | ------------ | ------------ | ----------- | ----------- |
|                          | Anthony Brottier         | DVD                      | UC                       | 1 955        | 42,07        | 2 487       | 52,45       |
|                          | Aline Fontaine           | DVD                      | UC                       | 1 955        | 42,07        | 2 487       | 52,45       |
|                          | Virginia Bayou           | DVG                      | UG                       | 1 814        | 39,04        | 2 255       | 47,55       |
|                          | Arthur Giry              | PCF                      | UG                       | 1 814        | 39,04        | 2 255       | 47,55       |
|                          | Sylvie Aubert            | DVG                      | UCG                      | 878          | 18,89        |             |             |
|                          | Benjamin Le Fustec       | DVG                      | UCG                      | 878          | 18,89        |             |             |
|                          |                          |                          |                          |              |              |             |             |
| Suffrages exprimés       | Suffrages exprimés       | Suffrages exprimés       | Suffrages exprimés       | 4 647        | 90,58        | 4 742       | 92,04       |
| Votes blancs             | Votes blancs             | Votes blancs             | Votes blancs             | 306          | 5,96         | 256         | 4,97        |
| Votes nuls               | Votes nuls               | Votes nuls               | Votes nuls               | 177          | 3,45         | 154         | 2,99        |
| Total                    | Total                    | Total                    | Total                    | 5 130        | 100          | 5 152       | 100         |
| Abstention               | Abstention               | Abstention               | Abstention               | 9 696        | 65,40        | 9 676       | 65,25       |
| Inscrits / participation | Inscrits / participation | Inscrits / participation | Inscrits / participation | 14 826       | 34,60        | 14 828      | 34,75       |

### Canton de Poitiers-2
| Candidats                | Candidats                  | Partis                   | Nuance                   | Premier tour | Premier tour | Second tour | Second tour |
| Candidats                | Candidats                  | Partis                   | Nuance                   | Voix         | %            | Voix        | %           |
| ------------------------ | -------------------------- | ------------------------ | ------------------------ | ------------ | ------------ | ----------- | ----------- |
|                          | Ludovic Devergne           | DVG                      | UG                       | 2 013        | 42,76        | 2 751       | 56,47       |
|                          | Sarah Rhallab              | DVG                      | UG                       | 2 013        | 42,76        | 2 751       | 56,47       |
|                          | Solange Laoudjamaï-Baikoua | DVD                      | DVD                      | 1 304        | 27,70        | 2 121       | 43,53       |
|                          | Gilles Thinon              | DVD                      | DVD                      | 1 304        | 27,70        | 2 121       | 43,53       |
|                          | Julie Nguyen               | PS                       | DVG                      | 862          | 18,31        |             |             |
|                          | René Pintureau             | PS                       | DVG                      | 862          | 18,31        |             |             |
|                          | Alexandre Giraudet         | DVD                      | DVD                      | 529          | 11,24        |             |             |
|                          | Amal Mellah                | DVD                      | DVD                      | 529          | 11,24        |             |             |
|                          |                            |                          |                          |              |              |             |             |
| Suffrages exprimés       | Suffrages exprimés         | Suffrages exprimés       | Suffrages exprimés       | 4 708        | 90,85        | 4 872       | 91,00       |
| Votes blancs             | Votes blancs               | Votes blancs             | Votes blancs             | 307          | 5,92         | 281         | 5,25        |
| Votes nuls               | Votes nuls                 | Votes nuls               | Votes nuls               | 167          | 3,22         | 201         | 3,75        |
| Total                    | Total                      | Total                    | Total                    | 5 182        | 100          | 5 354       | 100         |
| Abstention               | Abstention                 | Abstention               | Abstention               | 11 189       | 68,35        | 11 025      | 67,31       |
| Inscrits / participation | Inscrits / participation   | Inscrits / participation | Inscrits / participation | 16 371       | 31,65        | 16 379      | 32,69       |

### Canton de Poitiers-3
| Candidats                | Candidats                | Partis                   | Nuance                   | Premier tour | Premier tour | Second tour | Second tour |
| Candidats                | Candidats                | Partis                   | Nuance                   | Voix         | %            | Voix        | %           |
| ------------------------ | ------------------------ | ------------------------ | ------------------------ | ------------ | ------------ | ----------- | ----------- |
|                          | Florence Harris          | PCF                      | DVG                      | 1 544        | 40,40        | 1 974       | 52,43       |
|                          | Grégory Vouhé            | DVG                      | DVG                      | 1 544        | 40,40        | 1 974       | 52,43       |
|                          | Pierre Goubault          | DVD                      | UCD                      | 1 361        | 35,61        | 1 791       | 47,57       |
|                          | Isabelle Soulard         | DVG                      | UCD                      | 1 361        | 35,61        | 1 791       | 47,57       |
|                          | Xavier Moinier           | PS                       | SOC                      | 917          | 23,99        |             |             |
|                          | Christine Tomasini       | PS                       | SOC                      | 917          | 23,99        |             |             |
|                          |                          |                          |                          |              |              |             |             |
| Suffrages exprimés       | Suffrages exprimés       | Suffrages exprimés       | Suffrages exprimés       | 3 822        | 93,22        | 3 765       | 93,52       |
| Votes blancs             | Votes blancs             | Votes blancs             | Votes blancs             | 179          | 4,37         | 153         | 3,80        |
| Votes nuls               | Votes nuls               | Votes nuls               | Votes nuls               | 99           | 2,41         | 108         | 2,68        |
| Total                    | Total                    | Total                    | Total                    | 4 100        | 100          | 4 026       | 100         |
| Abstention               | Abstention               | Abstention               | Abstention               | 8 366        | 67,11        | 8 443       | 67,71       |
| Inscrits / participation | Inscrits / participation | Inscrits / participation | Inscrits / participation | 12 466       | 32,89        | 12 469      | 32,29       |

### Canton de Poitiers-4
| Candidats                | Candidats                | Partis                   | Nuance                   | Premier tour | Premier tour | Second tour | Second tour |
| Candidats                | Candidats                | Partis                   | Nuance                   | Voix         | %            | Voix        | %           |
| ------------------------ | ------------------------ | ------------------------ | ------------------------ | ------------ | ------------ | ----------- | ----------- |
|                          | Marine Laclautre         | EÉLV                     | UGE                      | 916          | 32,80        | 1 089       | 41,25       |
|                          | Sylvain Robin            | G.s                      | UGE                      | 916          | 32,80        | 1 089       | 41,25       |
|                          | Mathias Aggoun           | PS                       | UG                       | 798          | 28,57        | 1 551       | 58,75       |
|                          | Catherine Bourgeon       | PS                       | UG                       | 798          | 28,57        | 1 551       | 58,75       |
|                          | Isabelle Chédaneau       | LREM                     | REM                      | 650          | 23,27        |             |             |
|                          | Philippe Grégoire        | LREM                     | REM                      | 650          | 23,27        |             |             |
|                          | Bouziane Fourka          | DVG                      | UG                       | 429          | 15,36        |             |             |
|                          | Hélène Landrault         | DVG                      | UG                       | 429          | 15,36        |             |             |
|                          |                          |                          |                          |              |              |             |             |
| Suffrages exprimés       | Suffrages exprimés       | Suffrages exprimés       | Suffrages exprimés       | 2 793        | 91,01        | 2 640       | 87,27       |
| Votes blancs             | Votes blancs             | Votes blancs             | Votes blancs             | 179          | 5,83         | 262         | 8,66        |
| Votes nuls               | Votes nuls               | Votes nuls               | Votes nuls               | 97           | 3,16         | 123         | 4,07        |
| Total                    | Total                    | Total                    | Total                    | 3 069        | 100          | 3 025       | 100         |
| Abstention               | Abstention               | Abstention               | Abstention               | 6 997        | 69,51        | 7 045       | 69,96       |
| Inscrits / participation | Inscrits / participation | Inscrits / participation | Inscrits / participation | 10 066       | 30,49        | 10 070      | 30,04       |

### Canton de Poitiers-5
| Candidats                | Candidats                | Partis                   | Nuance                   | Premier tour | Premier tour | Second tour | Second tour |
| Candidats                | Candidats                | Partis                   | Nuance                   | Voix         | %            | Voix        | %           |
| ------------------------ | ------------------------ | ------------------------ | ------------------------ | ------------ | ------------ | ----------- | ----------- |
|                          | Alain Joyeux             | DVD                      | DVD                      | 1 631        | 38,05        | 2 529       | 57,91       |
|                          | Joëlle Peltier           | DVD                      | DVD                      | 1 631        | 38,05        | 2 529       | 57,91       |
|                          | Chiacap Kitoyi           | DVG                      | UG                       | 1 332        | 31,08        | 1 838       | 42,09       |
|                          | Lydia Piquet             | PCF                      | UG                       | 1 332        | 31,08        | 1 838       | 42,09       |
|                          | Sacha Houlié             | LREM                     | REM                      | 1 323        | 30,87        |             |             |
|                          | Sylvie Sap               | LREM                     | REM                      | 1 323        | 30,87        |             |             |
|                          |                          |                          |                          |              |              |             |             |
| Suffrages exprimés       | Suffrages exprimés       | Suffrages exprimés       | Suffrages exprimés       | 4 286        | 93,72        | 4 367       | 92,21       |
| Votes blancs             | Votes blancs             | Votes blancs             | Votes blancs             | 170          | 3,72         | 217         | 4,58        |
| Votes nuls               | Votes nuls               | Votes nuls               | Votes nuls               | 117          | 2,56         | 152         | 3,21        |
| Total                    | Total                    | Total                    | Total                    | 4 573        | 100          | 4 736       | 100         |
| Abstention               | Abstention               | Abstention               | Abstention               | 9 157        | 66,69        | 8 996       | 65,51       |
| Inscrits / participation | Inscrits / participation | Inscrits / participation | Inscrits / participation | 13 730       | 33,31        | 13 732      | 34,49       |

### Canton de Vivonne
| Candidats                | Candidats                | Partis                   | Nuance                   | Premier tour | Premier tour | Second tour | Second tour |
| Candidats                | Candidats                | Partis                   | Nuance                   | Voix         | %            | Voix        | %           |
| ------------------------ | ------------------------ | ------------------------ | ------------------------ | ------------ | ------------ | ----------- | ----------- |
|                          | Gilbert Beaujaneau       | LR                       | LR                       | 2 862        | 42,04        | 3 413       | 52,11       |
|                          | Rose-Marie Bertaud       | LR                       | LR                       | 2 862        | 42,04        | 3 413       | 52,11       |
|                          | Michel Bugnet            | LREM                     | DVC                      | 1 874        | 27,53        | 3 137       | 47,89       |
|                          | Sandra Girard            | LREM                     | DVC                      | 1 874        | 27,53        | 3 137       | 47,89       |
|                          | Catherine Chevalier      | PCF                      | UG                       | 1 294        | 19,01        |             |             |
|                          | Patrick Jean             | LFI                      | UG                       | 1 294        | 19,01        |             |             |
|                          | Olivier Duclaud          | RN                       | RN                       | 778          | 11,43        |             |             |
|                          | Victoria Escobar         | RN                       | RN                       | 778          | 11,43        |             |             |
|                          |                          |                          |                          |              |              |             |             |
| Suffrages exprimés       | Suffrages exprimés       | Suffrages exprimés       | Suffrages exprimés       | 6 808        | 96,17        | 6 550       | 91,05       |
| Votes blancs             | Votes blancs             | Votes blancs             | Votes blancs             | 156          | 2,20         | 414         | 5,75        |
| Votes nuls               | Votes nuls               | Votes nuls               | Votes nuls               | 115          | 1,62         | 230         | 3,20        |
| Total                    | Total                    | Total                    | Total                    | 7 079        | 100          | 7 194       | 100         |
| Abstention               | Abstention               | Abstention               | Abstention               | 12 388       | 63,64        | 12 283      | 63,06       |
| Inscrits / participation | Inscrits / participation | Inscrits / participation | Inscrits / participation | 19 467       | 36,36        | 19 477      | 33,63       |

### Canton de Vouneuil-sous-Biard
| Candidats                | Candidats                | Partis                   | Nuance                   | Premier tour | Premier tour | Second tour | Second tour |
| Candidats                | Candidats                | Partis                   | Nuance                   | Voix         | %            | Voix        | %           |
| ------------------------ | ------------------------ | ------------------------ | ------------------------ | ------------ | ------------ | ----------- | ----------- |
|                          | Sandrine Barraud         | DVD                      | UCD                      | 2 456        | 47,33        | 2 973       | 58,06       |
|                          | Benoît Coquelet          | DVD                      | UCD                      | 2 456        | 47,33        | 2 973       | 58,06       |
|                          | Damien Ladiré            | EÉLV                     | UGE                      | 1 816        | 35,00        | 2 148       | 41,94       |
|                          | Carole Maire             | DVG                      | UGE                      | 1 816        | 35,00        | 2 148       | 41,94       |
|                          | Roland Kohpcke           | RN                       | RN                       | 917          | 17,67        |             |             |
|                          | Chantal Maingaud         | RN                       | RN                       | 917          | 17,67        |             |             |
|                          |                          |                          |                          |              |              |             |             |
| Suffrages exprimés       | Suffrages exprimés       | Suffrages exprimés       | Suffrages exprimés       | 5 189        | 94,12        | 5 121       | 90,98       |
| Votes blancs             | Votes blancs             | Votes blancs             | Votes blancs             | 198          | 3,59         | 292         | 5,19        |
| Votes nuls               | Votes nuls               | Votes nuls               | Votes nuls               | 126          | 2,29         | 216         | 3,84        |
| Total                    | Total                    | Total                    | Total                    | 5 513        | 100          | 5 629       | 100         |
| Abstention               | Abstention               | Abstention               | Abstention               | 10 775       | 66,15        | 10 662      | 65,45       |
| Inscrits / participation | Inscrits / participation | Inscrits / participation | Inscrits / participation | 16 288       | 33,85        | 16 291      | 31,43       |